# Albaniens U/20-fodboldlandshold
Albaniens U/20-fodboldlandshold er Albaniens landshold for fodboldspillere, som er under 20 år. Landsholdet bliver administreret af Federata Shqiptare e Futbollit.